# 専修学校サイテクカレッジ
専修学校サイテクカレッジ（せんしゅうがっこうさいてくかれっじ）は、平成8年に沖縄県北谷町美浜に開校した2年課程の理工系の専門学校。平成9年4月に宜野湾市に普天間キャンパスが完成した。一般に『サイテク』の愛称で呼ばれている。姉妹校には学校法人南星学園サイテクカレッジ那覇（那覇市天久）がある。

## 沿革
- 1996年4月 - 専修学校サイテクカレッジ開校
- 1996年12月 - 沖縄県知事より二級建築士及び木造建築士受験資格認定
- 1997年5月 - 建設大臣より土木施工管理技士の検定受験資格指定学科認定
- 1997年7月 - 日本バイオ技術教育学会加盟
- 1997年9月 - 建設大臣より建築施工管理技士の検定受験資格指定学科認定
- 1997年11月 - 建設大臣より管工事施工管理技士の検定受験資格指定学科認定
- 1998年4月 - 建設大臣より造園施工管理技士の検定受験資格指定学科認定
- 1998年7月 - 建設大臣より電気工事施工管理技士の検定受験資格指定学科認定
- 1999年4月 - 全国専門学校建築教育連絡協議会加盟

## 設置学科
- 環境生態学科
- 生物工学科
- 環境建築学科
- 環境土木学科
- IT総合学科

## 所在地
- 〒904-0115 沖縄県中頭郡北谷町美浜1-5-16（美浜キャンパス）

最寄のバス停は、桑江中学校前（胡屋向け）
- 〒901-2201 沖縄県宜野湾市新城1-24-13（普天間キャンパス）

最寄のバス停は、新城（胡屋・長田向け）

## 学校周辺
- 北谷町役場
- 美浜タウンリゾート・アメリカンビレッジ
- サンエーハンビータウン
- イオン北谷ショッピングセンター
- 北谷公園野球場
- サンセットビーチ
- アラハビーチ
- ザ・ビーチタワー沖縄